# Ходоровський Сергій Леонідович
Сергі́й Леоні́дович Ходоро́вський (11 травня 1980, Чита, Російська РФСР — 16 листопада 2016, Авдіївка, Донецька область, Україна) — сержант Збройних сил України, учасник війни на сході України, командир БМП (72-ї окремої механізованої бригади), позивний «Брама».

## Життєпис
Закінчив школу у м. Первомайськ (Миколаївська область), заочно закінчив Житомирський політехнічний інститут за спеціальністю «Управління персоналом та економіка праці». В армії з 1998 року, свого часу проходив службу в Іраку. Влітку 2014 брав участь у боях за Іловайськ.
Загинув під час мінометного обстрілу.
По смерті залишилася мати, брат (теж військовослужбовець), дружина та 3-річний син.

## Нагороди
Указом Президента України № 23/2017 від 3 лютого 2017 року «за особисту мужність, виявлену у захисті державного суверенітету та територіальної цілісності України, самовіддане виконання військового обов'язку» нагороджений орденом «За мужність» III ступеня (посмертно).